# فرنسيس (لاعب كرة قدم إسباني)
فرنسيس (بالإسبانية: Francisco Javier Solar González)‏ (14 سبتمبر 1983 في إسبانيا - ) هو لاعب كرة قدم إسباني في مركز حراسة المرمى. شارك مع منتخب إسبانيا تحت 17 سنة لكرة القدم. أما مع النوادي، فقد لعب مع أولمبيك تشاتيفا ونادي أونتينيينت ونادي ريوس ديبورتيو ونادي ماربيا وUD Juventud Barrio del Cristo ‏ ونادي إلدنس وAtlético Malagueño ‏ وفالنسيا ميستايا.

## وصلات خارجية
- فرنسيس على موقع Soccerway.com (الإنجليزية)
- فرنسيس على موقع AS.com (الإسبانية)